# 名古屋高速4號東海線
名古屋高速4號東海線（日语：／ Nagoya kōsoku 4 gō Tōkai sen */?）是一條連接日本愛知縣名古屋市中川區山王JCT與同縣東海市新寶町東海JCT的名古屋高速道路路線。

## 概要
- 起點 : 愛知縣名古屋市中川區山王
- 終點 : 愛知縣東海市新寶町
- 路線長度 : 12.0km
- 出入口 : 7個（入口:7個、出口:7個）
- 分支 : 2個
- 行車線 : 4車線

## 連接高速道路
- 名古屋高速都心環狀線（於山王JCT連接）
- 伊勢灣岸自動車道（於東海JCT連接）

## 設施
- 所在地皆位於日本愛知縣。
- （間）為以其他道路為媒介接續的間接接續。
- IC為交流道的簡寫，JCT為系統交流道的簡寫。

| 出入口編號                                  | 中文設施名     | 日文設施名 | 英文設施名 | 接續路線名 | 起點起計 （公里） | 備註               | 所在地   | 所在地 |        |
| ------------------------------------------- | -------------- | ---------- | ---------- | --- | ----------------- | ------------------ | -------- | ------ | ------ |
| -                                           | 山王JCT        |            |            | 名古屋高速都心環狀線                                                                                           | 0.0               |                    | 名古屋市 | 中川區 |        |
| 401                                         | 山王入口       |            |            | 名古屋市道江川線 （間）名古屋市道山王線（山王通）                                                              |                   | 只限伊勢灣岸道方向 | 名古屋市 | 中川區 |        |
| 411                                         | 尾頭橋出口     |            |            | 名古屋市道江川線 （間）名古屋市道山王線（山王通）                                                              |                   | 只限伊勢灣岸道方向 | 名古屋市 | 中川區 |        |
| 412/402                                     | 六番北出入口   |            |            | 名古屋市道江川線 （間） 國道1號                                                                                | 2.8               | 只限都心環狀方向   | 名古屋市 | 熱田區 |        |
| 413/403                                     | 六番南出入口   |            |            | 名古屋市道江川線 （間） 國道1號                                                                                |                   | 只限伊勢灣岸道方向 | 名古屋市 | 熱田區 |        |
| 414/404                                     | 港明出入口     |            |            | 名古屋市道江川線 （間） 國道23號（名四國道）、築地口IC                                                         |                   | 只限都心環狀方向   | 名古屋市 | 港區   |        |
| 415/405                                     | 木場出入口     |            |            | 名古屋市道港樂木場町線 （間） 國道154號 （間） 國道23號（名四國道）、龍宮IC                                    | 6.7               | 只限伊勢灣岸道方向 | 名古屋市 | 港區   |        |
| 416/406                                     | 船見出入口     |            |            | 名古屋市道船見町第2號線 名古屋市道船見町第3號線 （間）愛知縣道225號名古屋東港線 （間）愛知縣道55號名古屋半田線 |                   | 只限都心環狀方向   | 名古屋市 | 港區   |        |
| 417/407                                     | 東海新寶出入口 |            |            | 愛知縣道55號名古屋半田線 （間） 國道247號（西知多產業道路） （間）愛知縣道59號名古屋中環狀線（國道247號重複）  |                   | 只限都心環狀方向   | 東海市   | 東海市 | 東海市 |
| -                                           | 東海收費站     |            |            | - |                   | 只限都心環狀方向   | 東海市   | 東海市 | 東海市 |
| -                                           | 東海JCT        |            |            | 國道247號（西知多產業道路）半田方向                                                                            | 12.0              |                    | 東海市   | 東海市 | 東海市 |
| E1A 伊勢灣岸自動車道 四日市JCT、豐田JCT方向 |                |            |            | |                   |                    |          |        |        |

- 401-407 南行、411-417 北行

## 历史
- 2004年3月：Kiraku橋建成。
- 2005年2月：開始建設山王JCT至港明出入口之間路段。
- 2006年11月：開始建設木場出入口至船見出入口之間路段。
- 2007年1月：開始建設船見出入口至東海JCT之間路段。
- 2007年8月6日：山王彎位（現時：山王JCT）完成擴展。。
- 2009年2月6日：宣布不可以在2010年全線開通。
- 2010年9月4日：山王JCT至六番北出入口之間開通。
- 2011年11月19日：木場出入口至東海JCT之間開通，同時山王入口、尾頭橋出口啟用[4]。
- 2013年3月（預計）：六番北出入口至木場出入口之間開通[5]。